# Polysarcus denticauda
Polysarcus denticauda är en insektsart som först beskrevs av Toussaint de Charpentier 1825.  Polysarcus denticauda ingår i släktet Polysarcus och familjen vårtbitare. Inga underarter finns listade i Catalogue of Life.

## Bildgalleri

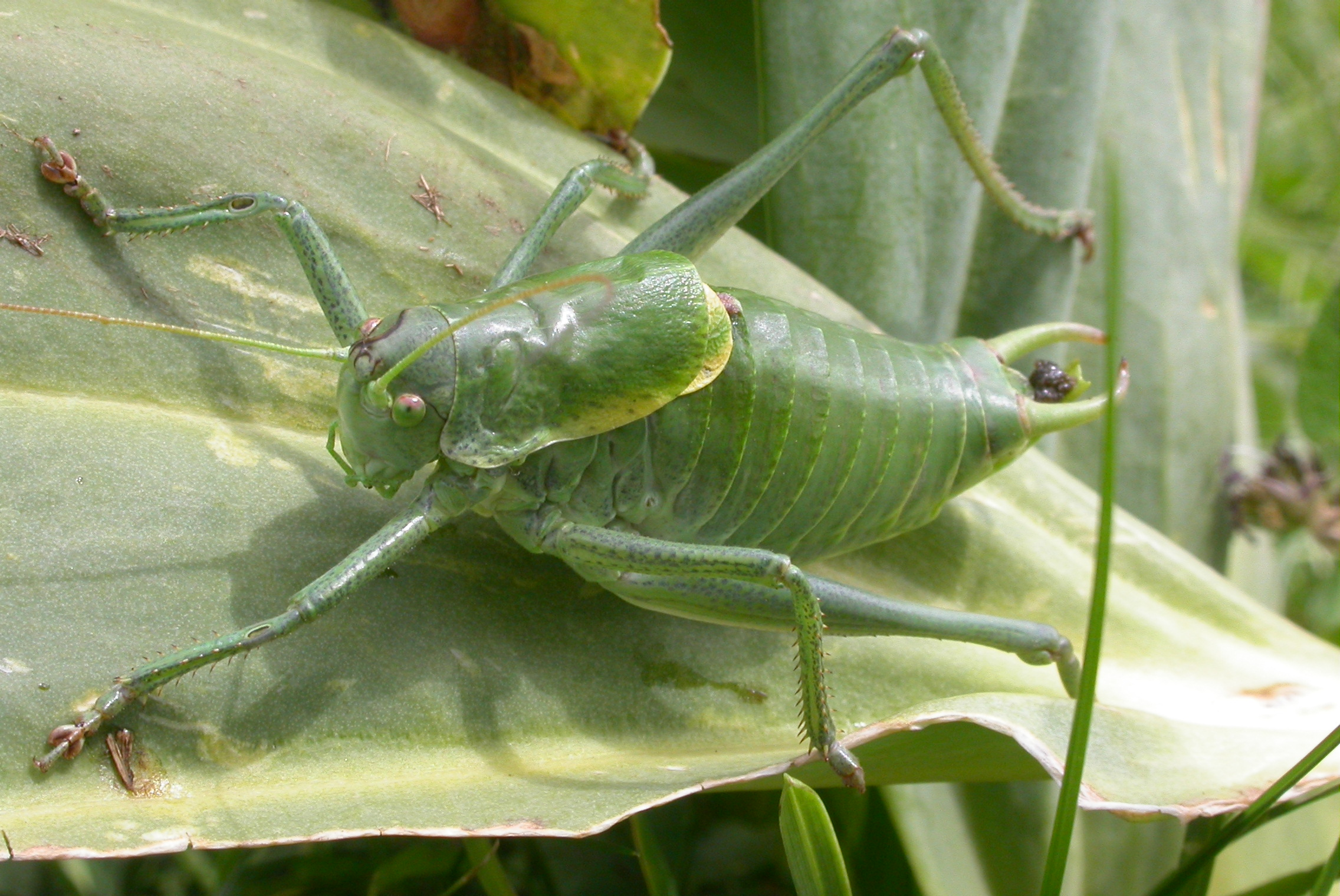
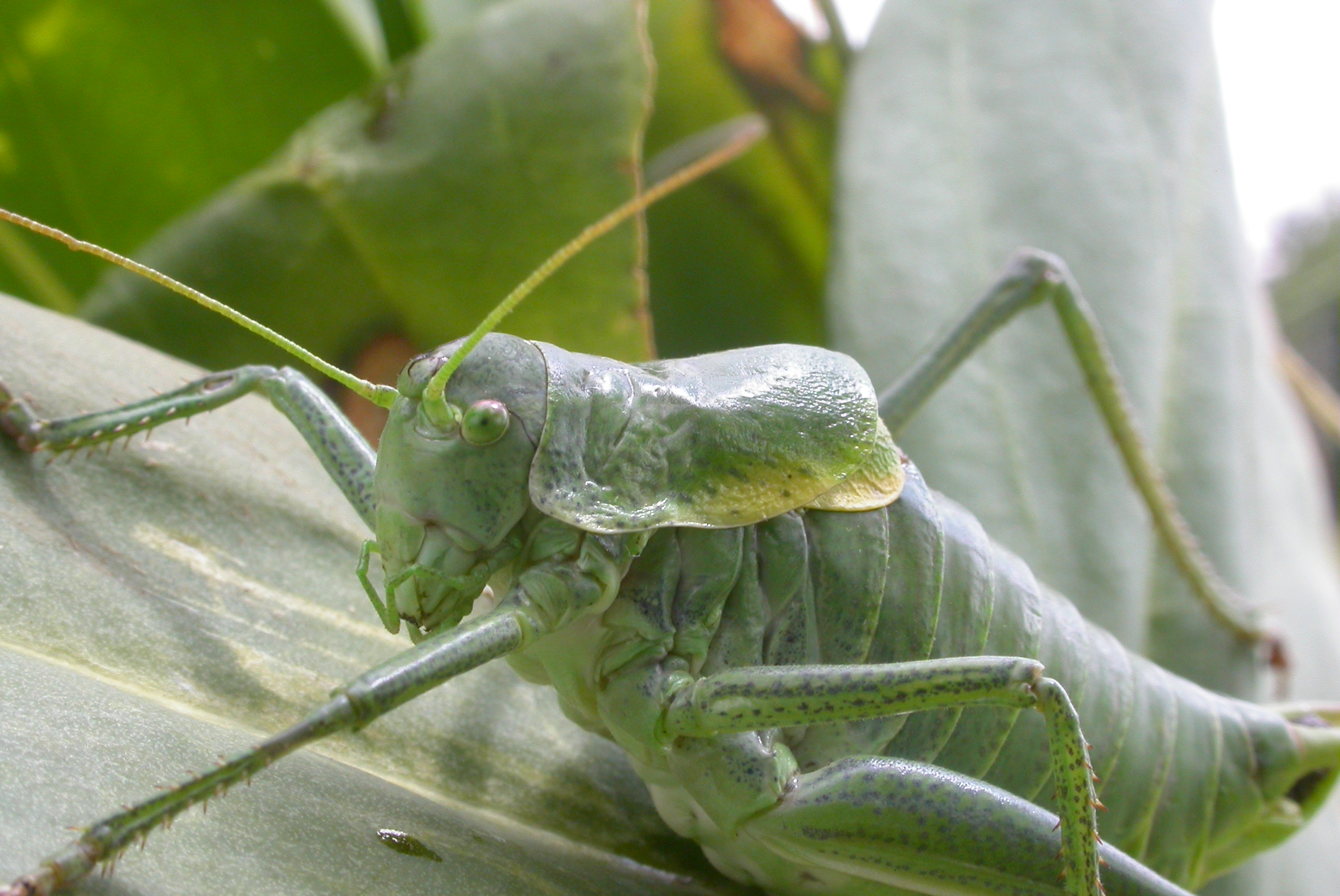
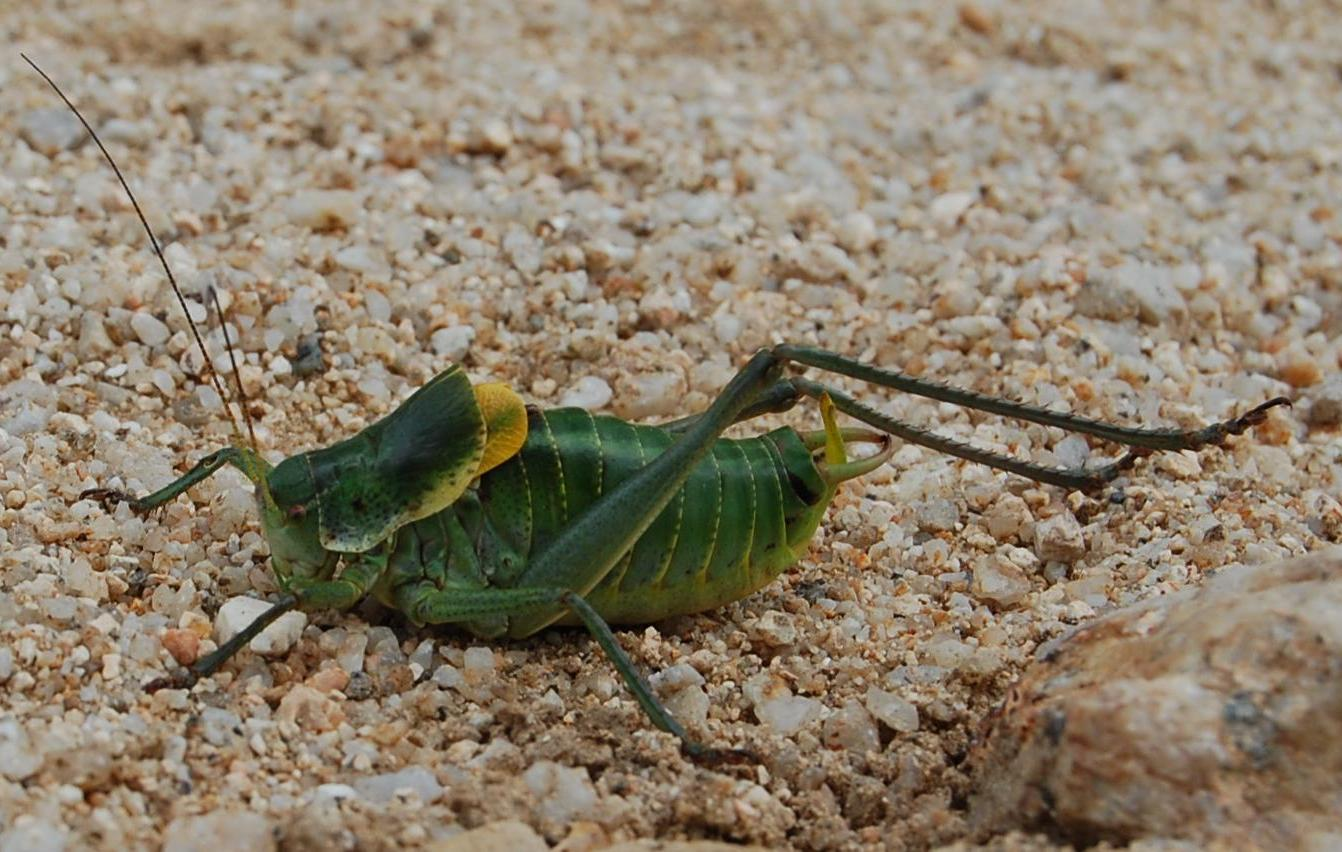
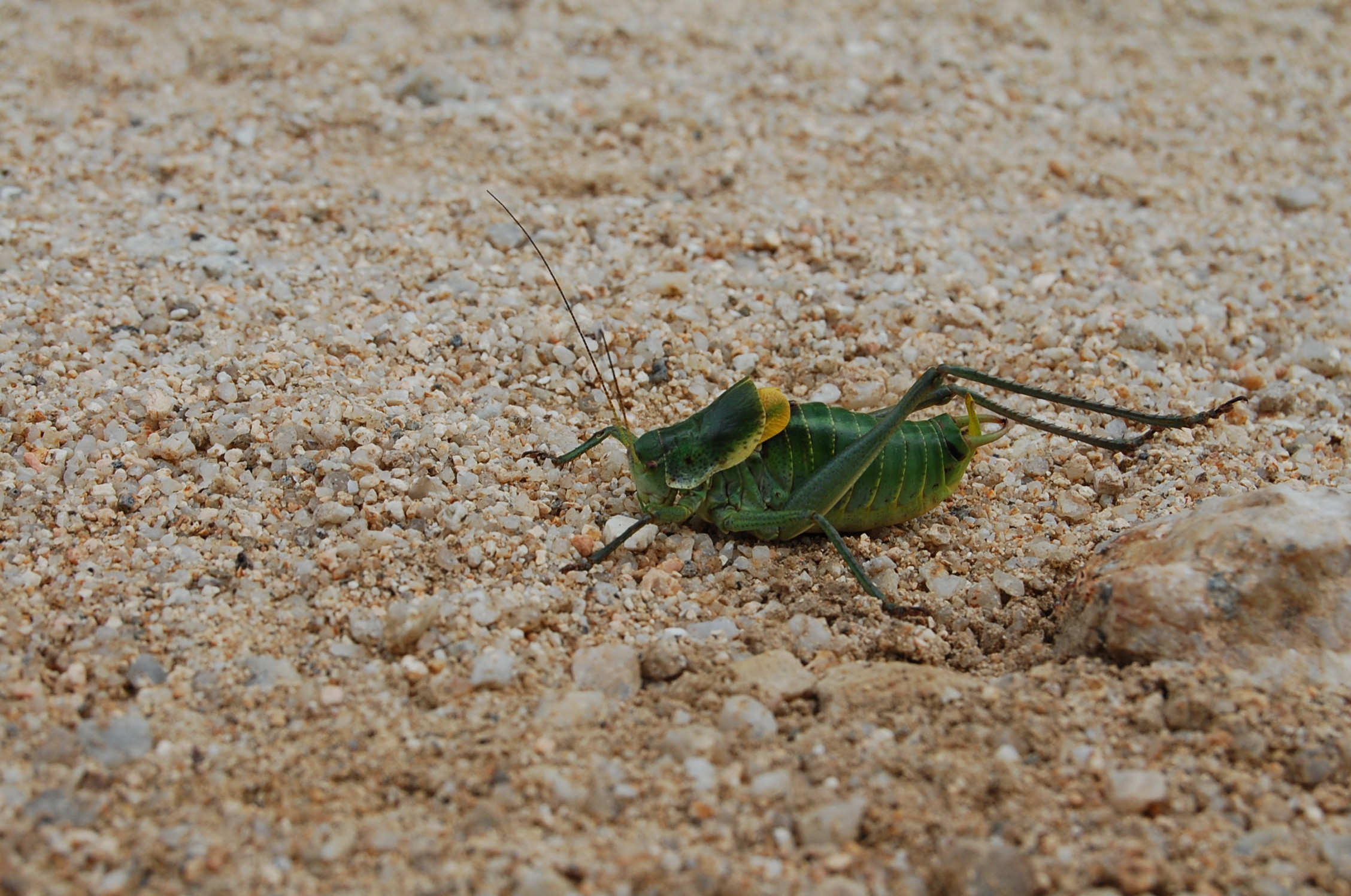